# Nealcidion omissum
Nealcidion omissum är en skalbaggsart som först beskrevs av Martins och Monné 1974.  Nealcidion omissum ingår i släktet Nealcidion och familjen långhorningar. Inga underarter finns listade i Catalogue of Life.